# Municipio de Dennis
El municipio de Dennis (en inglés: Dennis Township) es un municipio ubicado en el condado de Cape May en el estado estadounidense de Nueva Jersey. En el año 2010 tenía una población de 6.467 habitantes y una densidad poblacional de 38,84 personas por km².

## Geografía
El municipio de Dennis se encuentra ubicado en las coordenadas 39°12′36″N 74°49′4″O / 39.21000, -74.81778.

## Demografía
Según la Oficina del Censo en 2000 los ingresos medios por hogar en el municipio eran de $56,595 y los ingresos medios por familia eran $61,445. Los hombres tenían unos ingresos medios de $41,404 frente a los $31,329 para las mujeres. La renta per cápita para la localidad era de $21,455. Alrededor del 5.5% de la población estaba por debajo del umbral de pobreza.